# Petter Augustsson
Petter Augustsson, född 1980, är en svensk före detta fotbollsmålvakt från Luleå. Karriären avslutades med spel i Umeå FC sommaren 2016.

## Tidigare klubbar[2]
- Luleå SK (moderklubb)
- 1996- 1999 Luleå SK (Div 3) 66 matcher, 0 mål
- 2000– Umeå FC (Superettan) 48 matcher, 0 mål
- 2002– GIF Sundsvall (Allsvenskan) 1 match, 0 mål
- 2003– Umeå FC (Div 2 Norrland, Superettan, Div 1 Norra) 160 matcher, 0 mål
- 2008– Bodens BK (Div 1 Norra) 29 matcher, 0 mål
- 2009– Ängelholms FF (Superettan) 13 matcher, 0 mål
- 2010– Ängelholms FF / Kristianstads FF (Superettan/Div 1 Södra) 5 matcher, 0 mål
- 2011– Umedalens IF (Div 2 Norrland) 21 matcher, 1 mål
- 2012– Östersunds FK (Div 1 Norra och Superettan) 55 matcher, 0 mål
- 2014–2015 Umeå FC (Div 1 Norra) 30 matcher, 0 mål